# Orpí
Orpí  es un municipio de Cataluña, España. Perteneciente a la provincia de Barcelona, en la comarca de Noya. Según datos de 2009 su población era de 187 habitantes. Incluye los núcleos de Can Bou, les Ecodines, Orpí y Santa Càndia.

## Historia
Aparece citado por primera vez en documentos de 978 bajo el nombre de Auripino. Del castillo se tienen noticias a partir de 987. Perteneció a los dominios del vizcondado de Cardona. En 1677 tanto el castillo como el término municipal fueron comprados por la familia Serrals, quien pagó un total de 9500 libras catalanas. Los Serral mantuvieron el dominio de las tierras hasta el fin de los señoríos.

## Demografía
Orpí cuenta con una población de 178 habitantes (INE 2024).
| Gráfica de evolución demográfica de Orpí entre 1842 y 2021                                                            |
| |
| Población de derecho según los censos de población del INE. Población de hecho según los censos de población del INE. |

## Cultura
Del castillo de Orpí se conserva una torre de base poligonal del siglo XII así como uno de los arcos de entrada. Está anexa a un edificio que se construyó en épocas posteriores. La iglesia de Sant Miquel d'Orpí fue la antigua capilla del castillo. Citada en 1099, conserva el ábside románico, decorado con arquerías de estilo lombardo. La cubierta es de bóveda de cañón con arcos torales.
La iglesia de Santa Càndia es un edificio de estilo gótico construido en el siglo XIV. Ha sido restaurada en varias ocasiones, la última en la década de 1980.
Orpí celebra su fiesta mayor el 29 de septiembre, festividad de San Miguel.  En el mes de abril tiene lugar un aplec en la iglesia de Santa Càndia. En él tiene lugar cada año un campeonato de Bitlles Catalanes que perdura desde hace muchos años.

## Economía
La principal actividad económica es la agricultura de secano, destacando los cereales y almendros. Hay aún varias granjas, sobre todo de ganado porcino.